# فانس بيترسون
فانس بيترسون (بالإنجليزية: Vance Peterson)‏ هو قاضي وجندي ومحامي أمريكي، ولد في 1953.